# Leesburg (Virginia)
Leesburg város az USA Virginia államában. Lakosainak száma 48 250 fő (2020. április 1.).

## Népesség
A település népességének változása:

| 2010 | 42 616 |
| 2020 | 48 250 |